# Giancarlo Ligabue
Giancarlo Ligabue, né le 30 octobre 1931 à Venise et mort le 25 janvier 2015 dans la même ville, est un paléontologue, universitaire, politicien et homme d'affaires italien.

## Biographie
Né à Venise, il a étudié l'économie à l'université « Ca' Foscari » de Venise, la géologie à la faculté des sciences de Paris, et plus tard, il a également reçu cinq doctorats honoris causa des universités de Bologne, Venise, Modène, Lima et Achgabat,. Il a participé ou dirigé plus de 130 expéditions à travers le monde, et il a fait plusieurs découvertes archéologiques, telles que le Ligabueino, un dinosaure noasauridae nommé d'après lui, et comme les dépôts découverts des hominidés fossiles de dinosaures et dans le désert Ténéré. Il a collaboré avec  Piero Angela pour plusieurs documentaires scientifiques. Il a été président du Musée d'histoire naturelle de Venise et fondateur du Centre de recherche et d'étude Ligabue à Venise.
Il a aussi été un homme d'affaires dans le domaine des fournitures et services pour les navires. Il a été le président de l'équipe de  basketball Reyer Maschile Venezia entre le début des années 1960 et au début des années 1980. Il a également été un membre du Parlement européen pour Forza Italia avec le groupe Forza Europa entre 1994 et 1999,.

## Distinctions
- Médaille du mérite de la culture et de l'art (Médaille d'argent du Mérite pour la culture et l'art)Rome 2 juin 1972
- Grand officier de l'ordre du Mérite de la République italienneRome 21 mai 2007